# Kunio Masaoka
Kunio Masaoka (正岡 国男, Masaoka Kunio, 1908-1978) est un photographe japonais.